# Razanandrongobe
Razanandrongobe là một chi động vật bò sát archosauria ăn thịt sống vào thời kỳ Jura giữa tại Madagascar.
Việc xác định loài này dựa trên MSNM V5770, một mảnh maxilla, xương mang răng chính của hàm trên và một số răng bị cô lập cũng đã được gán cho nó. Phần còn lại đến từ đơn vị đá Isalo Illb thời kỳ Bathonia của Mahajanga. Các mảnh hàm và răng tương tự như xương đại diện của khủng long trị liệu và một số loại cá sấu, và các tác giả đã kiềm chế không gán chi cho một trong hai nhóm.
Razanandrongobe sakalavae sở hữu những chi dài và vuông góc với mặt đất thay vì tạo thành hình chữ L ở hai bên như những loài cá sấu ngày nay, điều đó cho thấy chúng có khả năng chạy rất nhanh ở cự ly gần.
Loài cá sấu nàt có chiều dài cơ thể của những con Razanandrongobe sakalavae là từ 7 đến 10 mét, và trọng lượng của nó vượt quá 1 tấn, điều đó khiến cho chúng trở thành đại diện có niên đại cao nhất và kích thước lớn nhất trong nhóm Notosuchia.